# Rutgers University Press
Rutgers University Press este o editură academică non-profit, care funcționează în New Brunswick, New Jersey, sub auspiciile Universității Rutgers.

## Istoric
Rutgers University Press a fost fondată în 26 martie 1936. În ultimii 75 de ani, ea s-a dezvoltat și și-a extins permanent programul editorial. Printre domeniile inițiale de specializare au fost istoria Războiului Civil American și istoria europeană. În prezent există multe alte domenii de specializare printre care sociologia, antropologia, politica sanitară, istoria medicinei, drepturile omului, studii urbanistice, studii iudaice, studii americane, cinematografie și studii media, mediu și zona New Jersey.

## Acces liber
Rutgers este una dintre cele treisprezece edituri care participă la programul pilot Knowledge Unlatched, ce urmărește crearea unei biblioteci globale prin care să se ofere acces liber la citirea cărților.